# Бухтарминские ледники
Бухтарминские ледники — два крупных ледника, расположенных на северном склоне хребта Южный Алтай в истоке реки Бухтарма. Это Большой и Малый Бухтарминские ледники сложного долинного типа общей площадью около 10 км².

## Большой Бухтарминский ледник
В конце XIX века Большой Бухтарминский ледник относился к сложным долинным ледникам. По состоянию на 2006 год он перешёл в категорию долинных ледников. Длина Большого Бухтарминского ледника 5,3 км (по состоянию на 1970 год). Он стекает с северного склона Южно-Алтайского хребта с высоты 2900 м до 2520 метров (по другим данным: с высоты 3400 метров опускается до высоты 2500 м). По данным на 1970 год площадь ледника составляла 8,1 км².

## Малый Бухтарминский ледник
Длина Малого Бухтарминского ледника около 2 км.Общая площадь менее 2 км².